# Kreisgericht Gera (DDR)

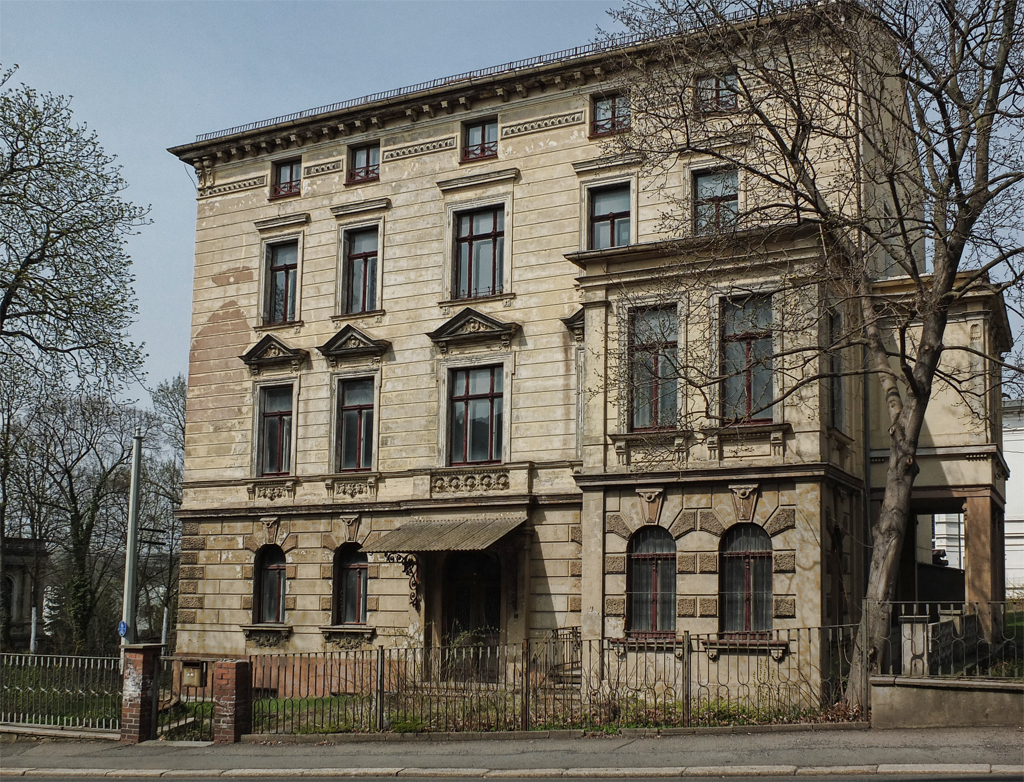
Villa Münch/Ferber, Sitz des Kreisgerichtes

Das Kreisgericht Gera war von 1952 bis 1993 ein Kreisgericht in der DDR (und für eine Übergangszeit auch in den neuen Bundesländern) mit Sitz in Gera. 

## Vorgeschichte
In der SBZ wurde mit dem SMAD-Befehl Nr. 49 vom 4. September 1945 die Gerichtsorganisation festgelegt. Es sollten diejenigen Gerichte wiederhergestellt werden, die am 30. Januar 1933 bestanden hatten. Das Kontrollratsgesetz Nr. 4 vom 30. Oktober 1945 bestätigte diese Regelung. In Gera bestand das Landgericht Gera und das Amtsgericht Gera. Das übergeordnete Oberlandesgericht Jena wurde am 7. August 1945 nach Gera verlegt, wodurch in Gera für einige Jahre Gerichte aller drei Instanzen bestanden. Da das Oberlandesgericht in das Gebäude des Landgerichtes zog, zog dieses in die oberen Stockwerke des Amtsgerichtsgebäudes. 1950 wurde das Oberlandesgericht nach Erfurt verlegt. Direkt nach dem Krieg erfolgte die Gleichschaltung der Justiz.

## Das Kreisgericht
Mit dem DDR-Gerichtsverfassungsgesetz von 1952 wurden die bisherigen Gerichte abgeschafft und durch Bezirks- und Kreisgerichte ersetzt.  In Gera entstand das Bezirksgericht Gera. Darunter wurden zunächst ein Kreisgericht Gera-Land (zunächst im Gebäude des Bezirksgerichtes, dem ehemaligen Landgerichtsgebäude, dann ebenfalls in der Clara-Zetkin-Straße 11) und drei Kreisgerichte Gera-Stadt (Nord: in der Villa der OHG Walther, Bach & Co., Mitte: in der Clara-Zetkin-Straße 11, Süd: im Gutshof Zwötzen) gebildet. Nach kurzer Zeit wurde ein gemeinsames Kreisgericht Gera-Stadt in der Clara-Zetkin-Straße 11 geschaffen. Verglichen mit den Amtsgerichten hatte das Kreisgericht insbesondere im Bereich der freiwilligen Gerichtsbarkeit an Kompetenzen eingebüßt. Siehe hierzu DDR-Justiz.
Roland Jahn wurde im Januar 1983 durch das Kreisgericht Gera zu 22 Monaten Haft wegen „öffentlicher Herabwürdigung der staatlichen Ordnung“ und „Missachtung staatlicher Symbole“ verurteilt, kam aber nach internationalen Protesten und Berichten in bundesdeutschen Medien wieder frei. Mit dem Thüringer Gerichtsstandortgesetz  vom 16. August 1993 wurde das Kreisgericht aufgelöst und das Amtsgericht Gera wieder geschaffen.

## Das Kreisgerichtsgebäude
Als Gerichtsgebäude hatte das Kreisgericht die Villa Münch/Ferber in der Clara-Zetkin-Straße 11 zugewiesen bekommen. Die Villa wurde 1865/67 durch den Architekten W. Haupt erbaut und steht heute unter Denkmalschutz. Das Kreisgericht nutzte während seiner ganzen Geschichte das Haus. Erst das wieder eingerichtete Amtsgericht zog im November 1997 in das traditionelle Amtsgerichtsgebäude zurück.